# Lens-Lestang
Lens-Lestang és un municipi francès situat al departament de la Droma i a la regió d'Alvèrnia-Roine-Alps. L'any 2007 tenia 790 habitants.

## Demografia

### Població
El 2007 la població de fet de Lens-Lestang era de 790 persones. Hi havia 312 famílies de les quals 88 eren unipersonals (48 homes vivint sols i 40 dones vivint soles), 92 parelles sense fills, 112 parelles amb fills i 20 famílies monoparentals amb fills.
La població ha evolucionat segons el següent gràfic:
Habitants censats

### Habitatges
El 2007 hi havia 414 habitatges, 327 eren l'habitatge principal de la família, 53 eren segones residències i 34 estaven desocupats. 388 eren cases i 26 eren apartaments. Dels 327 habitatges principals, 253 estaven ocupats pels seus propietaris, 63 estaven llogats i ocupats pels llogaters i 11 estaven cedits a títol gratuït; 2 tenien una cambra, 10 en tenien dues, 38 en tenien tres, 106 en tenien quatre i 171 en tenien cinc o més. 265 habitatges disposaven pel capbaix d'una plaça de pàrquing. A 137 habitatges hi havia un automòbil i a 157 n'hi havia dos o més.

### Piràmide de població
La piràmide de població per edats i sexe el 2009 era:
| Homes | Edats   | Dones |
| ----- | ------- | ----- |
| 0     | 95 o +  | 0     |
| 4     | 90 a 94 | 4     |
| 12    | 85 a 89 | 16    |
| 8     | 80 a 84 | 16    |
| 16    | 75 a 79 | 16    |
| 4     | 70 a 74 | 12    |
| 20    | 65 a 69 | 16    |
| 16    | 60 a 64 | 20    |
| 24    | 55 a 59 | 28    |
| 24    | 50 a 54 | 20    |
| 20    | 45 a 49 | 32    |
| 32    | 40 a 44 | 12    |
| 24    | 35 a 39 | 24    |
| 20    | 30 a 34 | 24    |
| 12    | 25 a 29 | 12    |
| 0     | 20 a 24 | 12    |
| 28    | 15 a 19 | 16    |
| 28    | 10 a 14 | 20    |
| 36    | 5 a 9   | 8     |
| 12    | 0 a 4   | 20    |

## Economia
El 2007 la població en edat de treballar era de 498 persones, 369 eren actives i 129 eren inactives. De les 369 persones actives 329 estaven ocupades (189 homes i 140 dones) i 40 estaven aturades (18 homes i 22 dones). De les 129 persones inactives 44 estaven jubilades, 37 estaven estudiant i 48 estaven classificades com a «altres inactius».

### Ingressos
El 2009 a Lens-Lestang hi havia 347 unitats fiscals que integraven 845 persones, la mediana anual d'ingressos fiscals per persona era de 15.843 €.

### Activitats econòmiques
Dels 23 establiments que hi havia el 2007, 1 era d'una empresa alimentària, 4 d'empreses de fabricació d'altres productes industrials, 4 d'empreses de construcció, 4 d'empreses de comerç i reparació d'automòbils, 1 d'una empresa de transport, 2 d'empreses d'hostatgeria i restauració, 1 d'una empresa immobiliària, 4 d'empreses de serveis i 2 d'empreses classificades com a «altres activitats de serveis».
Dels 8 establiments de servei als particulars que hi havia el 2009, 1 era una oficina de correu, 1 funerària, 2 tallers de reparació d'automòbils i de material agrícola, 1 paleta, 2 electricistes i 1 perruqueria.
L'únic establiment comercial que hi havia el 2009 era una fleca.
L'any 2000 a Lens-Lestang hi havia 29 explotacions agrícoles que ocupaven un total de 572 hectàrees.

## Equipaments sanitaris i escolars
El 2009 hi havia una escola elemental.

## Poblacions més properes
El següent diagrama mostra les poblacions més properes.